# ステテコシャンシャン
『ステテコシャンシャン』は、二宮ゆき子による楽曲である。

## 概要
「まつのき小唄」のヒットで知られる二宮ゆき子による楽曲で、「まつのき小唄」同様お座敷唄として知られる。
1976年から1990年まで日清食品の「どん兵衛」のCMソングとしてこの曲の替え歌が使われ、出演していた山城新伍と川谷拓三のコンビとともに印象に残った視聴者も多い。
原曲の作曲者は不詳。「すてしゃん節」という民謡があったという説もあり、実際に三浦布美子が歌う「すてしゃん節」がお座敷唄の編集企画盤の一曲としてカセットテープで発売されている（作詞は奥野椰子夫）。学生歌や応援歌として伝わった学校もあり、現在も応援歌として残っている学校もある。

### 参考サイト
- 厚澄会. ステテコシャンシャン (YouTube). 2023年3月15日閲覧。